# Pura Timur
Pura Timur is een bestuurslaag in het regentschap Alor van de provincie Oost-Nusa Tenggara, Indonesië. Pura Timur telt 520 inwoners (volkstelling 2010).